# أموديا (سيرري)
أموديا (Αμμουδιά) هي مدينة في سيرري في مقاطعة فوريا إلادا في اليونان.
يبلغ عدد سكانها حوالي 1002   نسمة.